# Parti unifié d'Australie
Le Parti unifié d'Australie (en anglais : United Australia Party, UAP), anciennement Parti unifié de Palmer (en anglais : Palmer United Party, PUP), est un parti politique australien lancé en avril 2013 par Clive Palmer.

## Résultats
Lors des élections fédérales de 2013, le parti obtient 1 représentant, Clive Palmer, et 2 sénateurs, Jacqui Lambie et Glenn Lazarus. Le 5 avril 2014, le parti décroche un troisième siège au Sénat lors d'élections partielles en Australie-Occidentale. À la suite de nombreux départs dans ses rangs, dont Lambie et Lazarus, le PUP s'effondre lors des élections suivantes en 2016 alors que Clive Palmer ne se représente pas. Le parti est officiellement dissous en mai 2017.
Le 18 juin 2018, Palmer a refondé le parti sous le nom de Parti unifié d'Australie.

## Résultats électoraux

### Chambre des représentants
| Année | Voix    | %    | Rang | Sièges  | Gouvernement        |
| ----- | ------- | ---- | ---- | ------- | ------------------- |
| 2013  | 709 035 | 5,49 | 5e   | 0 / 150 | Extra-parlementaire |
| 2016  | 315     | 0,00 | 50e  | 0 / 150 | Extra-parlementaire |
| 2019  | 488 817 | 3,43 | 6e   | 0 / 150 | Extra-parlementaire |
| 2022  | 604 536 | 4,12 | 5e   | 0 / 150 | Extra-parlementaire |

### Sénat
| Année | Voix    | %    | Rang | Sièges | Gouvernement        |
| ----- | ------- | ---- | ---- | ------ | ------------------- |
| 2013  | 658 976 | 4,91 | 4e   | 2 / 76 | Opposition          |
| 2016  | 26 230  | 0,19 | 35e  | 0 / 76 | Extra-parlementaire |
| 2019  | 345 199 | 2,36 | 7e   | 0 / 76 | Extra-parlementaire |
| 2022  | 520 520 | 3,46 | 5e   | 1 / 76 | Opposition          |